# Augustin Mansion
Pour les articles homonymes, voir Mansion.
Augustin Mansion, né le 5 août 1882 à Anvers (Belgique) et décédé le 20 octobre 1966 à Louvain (Belgique), était un prêtre catholique belge et chanoine, philosophe, théologien et professeur à l'Université catholique de Louvain.

## Éléments de biographie
Il voit le jour à Anvers au sein d'une famille d'hommes de sciences et éprise des arts. Son père, Paul Mansion, était professeur de mathématiques à l'Université d'État de Gand. Son frère, Joseph Mansion était un philologue distingué, professeur à l'Université de Liège.
Promu docteur en théologie en 1908, il devient l'un des plus grands spécialistes d'Aristote. Sa thèse sur la physique aristotélicienne, Introduction à la physique aristotélicienne (Louvain / Paris, 1913), est encore considérée comme l'une des études de référence en la matière.
Augustin Mansion enseigne à l'Institut supérieur de philosophie de l'université catholique de Louvain, fut élu président de la Société Internationale pour l'Étude de la philosophie médiévale et l'auteur d'un grand nombre de monographies sur divers aspects de la pensée aristotélicienne. Le 'Centre De Wulf-Mansion' de l'Université Catholique de Louvain a été nommé en hommage à l'immense apport de ce penseur rigoureux.
Sa nièce, Suzanne Mansion, fille de Joseph Mansion, poursuivra son œuvre dans la chaire de philosophie de la même université.

## Œuvres
- Act en potentie in de Metaphysica van Aristoteles. Historisch-philologisch onderzoek van boek IX en boek V der Metaphysica.
- Aristote. Traductions et études (Collection publiée par l'Institut supérieur de philosophie de l'Université de Louvain). Introduction à la physique aristotélicienne.